# Ziliz
Ziliz là một thị trấn thuộc hạt Borsod-Abaúj-Zemplén, Hungary. Thị trấn này có diện tích 9,25 km², dân số năm 2010 là 360 người, mật độ 39 người/km².